# Symphyla
Classe
Familles de rang inférieur
- n. c.
  - Scutigerellidae
  - Scolopendrellidae

Classification phylogénétique
- Cuticulates
  - Gastrotriches
  - Ecdysozoaires
    - Panarthropodes
      - Onychophores
      - Tardigrades
      - Euarthropodes
        - Chélicériformes
          - Pycnogonides
          - Chélicérates
            - Mérostomes
            - Arachnides

        - Mandibulates
          - Myriapodes
            - Chilopodes
            - Diplopodes
            - Pauropodes
            - Symphyles

          - Pancrustacés
            - Rémipèdes
            - Céphalocarides
            - Maxillopodes
            - Branchiopodes
            - Malacostracés
            - Hexapodes

    - Introvertés

Les symphyles (Symphyla) sont une classe d'arthropodes myriapodes. Petits et minces, ils ont 12 paires de pattes, sont aveugles et vivent sur les sols humides.
Les populations peuvent atteindre de très fortes densités (jusqu'à 22000 symphyles au m2).

## Classification
On en compte environ 150 espèces, réparties dans deux familles :
Selon NCBI (26 mai 2012) & Catalogue of Life (26 mai 2012) :
- famille Scolopendrellidae
- famille Scutigerellidae

## Liste des genres
Selon Catalogue of Life (26 mai 2012) :
- famille incertae sedis
  - genre Remysymphyla
- famille des Scolopendrellidae
  - genre Geophilella
  - genre Pseudoscutigerella
  - genre Scolopendrella
  - genre Scolopendrellina
  - genre Scolopendrellopsis
  - genre Symphylella
  - genre Symphylellopsis
- famille des Scutigerellidae
  - genre Hanseniella
  - genre Scolopendrelloides
  - genre Scutigerella

Selon NCBI (26 mai 2012) :
- famille des Scolopendrellidae
- genre Symphylella
- famille des Scutigerellidae
  - genre Hanseniella
  - genre Scutigerella

Selon [réf. nécessaire] :
- famille des Scutigerellidae
  - genre Scutigerella
  - genre Neoscutigerella
  - genre Scopoliella
  - genre Scolopendrelloides
  - genre Hanseniella
  - genre Millotellina
  - genre Tasmaniella
- famille des Scolopendrellidae
  - genre Scolopendrella
  - genre Scolopendrellopsis
  - genre Symphylella
  - genre Symphylellina
  - genre Geophilella
  - genre Remysymphyla
  - genre Symphylellopsis
  - genre Ribautiella